# Паяжината на Шарлот (видеоигра)
Вижте пояснителната страница за други значения на Паяжината на Шарлот.
„Паяжината на Шарлот“ (на английски: Charlotte's Web) е видеоигра, създадена по едноименния филм от 2006 г. Играта е разработена от Backbone Entertainment и издадена от THQ и Sega на 12 декември 2006 г. за GBA, Nintendo DS, PS2 и PC.
Играта получава оценка 6 от 10 от Nintendo Power, със забележката, че е приятна, но твърде кратка.
Версията на играта за PC се нарича „Charlotte's Web: Wilbur and Friends“ („Паяжината на Шарлот: Уилбър и приятели“) и включва девет мини-игри с персонажи от филма. Предназначена е за деца на възраст 4 – 7 г.
Версиите за DS и GBA, озаглавени „Charlotte's Web“ („Паяжината на Шарлот“), са в жанр приключение, екшън-платформа. Включват по няколко мини-игри.
Във видеоиграта е използван гласът на Доминик Скот Кей – актьора, озвучил ролята на прасенцето Уилбър в игралния филм.
|  | Тази страница частично или изцяло представлява превод на страницата Charlotte's Web (video game) в Уикипедия на английски. Оригиналният текст, както и този превод, са защитени от Лиценза „Криейтив Комънс – Признание – Споделяне на споделеното“, а за съдържание, създадено преди юни 2009 година – от Лиценза за свободна документация на ГНУ. Прегледайте историята на редакциите на оригиналната страница, както и на преводната страница, за да видите списъка на съавторите. ВАЖНО: Този шаблон се отнася единствено до авторските права върху съдържанието на статията. Добавянето му не отменя изискването да се посочват конкретни източници на твърденията, които да бъдат благонадеждни. |